# Statkraft
Statkraft A S é uma empresa estatal da Noruega do setor de energia. O Grupo Statkraft é um gerador de energia renovável, bem como o maior produtor de energia do seu país de origem e o terceiro maior da região nórdica. A empresa desenvolve e gera energia hidrelétrica, energia eólica, energia a gás, aquecimento urbano e energia solar, além de também atuar nos mercados internacionais de energia. A Statkraft tem mais de 4 mil funcionários e sua sede está localizada em Oslo. É a maior geradora de energia renovável da Europa, com operação em 18 países.

## Produção de energia

### Hidrelétrica
A energia hidrelétrica fornece a maior parte da energia renovável da Statkraft. A produção ocorre em mais de 300 usinas hidrelétricas na Noruega, Suécia, Alemanha, Reino Unido, Turquia, bem como em vários países da América do Sul e Ásia. A produção total de energia anual foi de 62,6 TWh em 2018. Em 2013, a empresa começou a construir o projeto Devoll Hydropower no sudeste da Albânia, composto por duas usinas hidrelétricas, Banja e Moglicë, localizadas no vale do Devoll, com uma capacidade instalada de aproximadamente 256 MW. O projeto total custou mais de 600 milhões de euros.

### Eólica
A Statkraft possui usinas eólicas na Alemanha e na França. No Brasil, o principal mercado da companhia fora da Europa, a empresa controla 22 ativos de geração de energia eólica e hidrelétrica. No início de 2021, a Statkraft Brasil anunciou um investimento de 2,5 bilhões de reais na construção do Complexo Eólico Ventos de Santa Eugênia, localizado no município de Uibaí, na Bahia.

### Solar
A empresa trabalha com energia solar desde 2010 e possui usinas de energia solar na Índia e nos Países Baixos. Em novembro de 2020, a Statkraft anunciou que havia adquirido a Solarcentury por 151 milhões de dóçares, assumindo o controle total da empresa panamenha e de suas instalações de produção de energia solar na Europa e América do Sul.